# Нижне-Бытантайский наслег
Нижне-Бытантайский наслег — сельское поселение в Эвено-Бытантайский национальный улус Якутии Российской Федерации.
Административный центр — село Кустур.

## История
Статус и границы сельского поселения установлены Законом Республики Саха (Якутия) от 30 ноября 2004 года N 173-З N 353-III «Об установлении границ и о наделении статусом городского и сельского поселений муниципальных образований Республики Саха (Якутия)»

## Население
| 2002 | 2010 | 2011 | 2012 | 2013 | 2014 | 2015 |
| ---- | ---- | ---- | ---- | ---- | ---- | ---- |
| 754  | ↗766 | →766 | ↘746 | ↘744 | ↘742 | ↘721 |
| 2016 | 2017 | 2018 | 2019 | 2020 | 2021 |      |
| ↗725 | ↘722 | ↗740 | ↘730 | ↘729 | ↘723 |      |

## Состав сельского поселения
| № | Населённый пункт | Тип населённого пункта       | Население |
| - | ---------------- | ---------------------------- | --------- |
| 1 | Алы              | село                         | →0        |
| 2 | Кустур           | село, административный центр | ↘723      |